# Meierhof (Floß)
Meierhof ist Ortsteil des Marktes Floß im Bezirk Oberpfalz im Landkreis Neustadt an der Waldnaab.

## Geographische Lage
Die Einöde Meierhof liegt ungefähr drei Kilometer westlich von Floß am Westhang der 501 Meter hohen Kuppel.

## Geschichte

### 14. bis 16. Jahrhundert
Erstmals wird Meierhof (auch: Maernhof, Mairhoff, Mayrhoff, Mayerhoff) im Herzogsurbar von 1301 erwähnt.
Sein Besitzer war Heinrich Wildenawer. Er musste jährlich 4 mutt Weizen und den Zehnten auf Gartenfrüchte abliefern.
Meierhof wurde im Salbuch von 1416/1440 als Vogtei aufgeführt.
Es wurden die folgenden 2 Bauernfamilien in Meierhof genannt: Künfftwoll (auch: Kunffwall), Mairhoffer.
Beide Bauern mussten Nachzill zur Verfügung stellen.
Die Abgaben für die 2 Bauernhöfe zusammen betrugen im Jahr 2 Achtl Hafer, 4 Käse, 54 Eier, 2 Hühner.
Dieses Salbuch, mit Informationen über die zu Floß gehörenden Ortschaften stammt aus der Zeit 1416 bis 1440.
In ihm erschienen folgende zu Floß gehörende Ortschaften:
Bergnetsreuth, Boxdorf, Diepoltsreuth, Ellenbach, Fehrsdorf, Gailertsreuth, Gösen, Grafenreuth, Hardt, Haupertsreuth, Konradsreuth, Meierhof, Niedernfloß, Oberndorf, Pauschendorf, Ritzlersreuth, Schlattein, Schönberg, Welsenhof, Wilkershof, Würnreuth, Würzelbrunn.
Es fehlten in diesem Saalbuch die bereits in zwei früheren Salbüchern genannten Ortschaften Kalmreuth, Plankenhammer, Weikersmühle.
In einem Verzeichnis der Mannschaften um das Jahr 1559 wurden die folgenden zu Floß gehörigen Ortschaften aufgeführt:
Bergnetsreuth, Boxdorf, Diebersreuth, Diepoltsreuth, Ellenbach, Fehrsdorf, Gailertsreuth, Gösen, Grafenreuth, Hardt, Haupertsreuth, Höfen, Konradsreuth, Meierhof, Niedernfloß, Oberndorf, Pauschendorf, Plankenhammer, Ritzlersreuth, Schnepfenhof, Schönberg, Steinfrankenreuth, Weikersmühle, Welsenhof, Wilkershof, Würnreuth, Würzelbrunn.
Für Meierhof wurden 2 Mannschaften verzeichnet:
Linhardt Zanner, Michell Peer.
1560 und 1570 hatte Balthasar von Schirnding zwei Höfe in Meierhof zu Lehen.
1582 und 1586 hatte Hans Erhard von Schirnding zwei Höfe in Meierhof zu Lehen.

### 17. Jahrhundert
Während des Dreißigjährigen Krieges zogen in den Jahren 1620 und 1621 die Mansfeldischen Soldaten durch Meierhof.
Dabei raubten sie den Bauern 6 Gulden, 1 Fohlen, 1 Kalbin, 8 Schafe, 16 Gänse, 3 Enten, 8 Hühner, 4 Maaß Schmalz, 1 Sattel, 1 Gewehr, 2 kupferne Kochtöpfe, 2 Betttücher, 3 Tischtücher, 3 Säcke, Kleidungsstücke und Schuhe.
4 Weiher wurden abgegraben und ausgefischt. 1 Ofen, 3 Türen und ein Fenster wurden zerschlagen.
Eine Schadensaufstellung für Meierhof aus dem Jahr 1621 ergab einen Schaden von insgesamt 109 Gulden und 32 Kreuzer.
Im Hof der Friedrichsburg in Vohenstrauß fand 1650 die Erbhuldigung gegenüber Pfalzgraf von Pfalz-Sulzbach Christian August statt.
Meierhof erscheint auf der Huldigungsliste mit den 2 Hofbesitzern:
Georg Beer, Gabriel Beer.
Im Jahr 1652 wird Meierhof beschrieben mit 2 Höfen.
Seine Einwohner zu dieser Zeit waren 2 Bauern, nämlich 1 Ehepaar, 1 Witwer, 2 minderjährige Kinder, 1 erwachsenes Kind.
Das Vieh bestand aus 6 Ochsen, 4 Kühen, 8 Jungrindern, 6 Schweinen, 5 Schafen.

### 18. Jahrhundert
Eine Beschreibung des Fürstlichen Pflegamtes Floßerbürg aus dem Jahr 1704 verzeichnete für
Meierhof 2 Mannschaften, 2 Höfe.
In einer historisch-statistischen Beschreibung des Pflegamtes Floß von 1794 wurden aufgeführt für
Meierhof 2 Bauern, 1 Hirt, insgesamt 24 Einwohner.
Um 1800 hatte Meierhof 4 Häuser und 27 Einwohner.

### 19. Jahrhundert bis Gegenwart
Meierhof gehörte zum Anfang des 19. Jahrhunderts gegründeten Steuerdistrikt Gailertsreuth der gleichzeitig auch Ruralgemeinde war.
Zum Steuerdistrikt Gailertsreuth gehörten außer Gailertsreuth mit seiner Mühle noch die Weiler Niedernfloß und Oberndorf und die Einöden Meierhof und Würnreuth.
Der Steuerdistrikt Gailertsreuth hatte insgesamt 184 Einwohner und 29 Wohngebäude.
Die unmittelbare Landgemeinde Gailertsreuth bestand zunächst aus den Weilern Gailertsreuth, Niedernfloß und Oberndorf, den Einöden Gollwitzerhof, Meierhof und Würnreuth.
Ab 1946 kam die Gemeinde Diepoltsreuth hinzu mit den Weilern Diepoltsreuth und Ritzlersreuth und den Einöden Schnepfenhof und Schönberg.
Die Ortschaft Meierhof hatte 1817 22 Einwohner und 3 Wohngebäude, 1861 28 Einwohner und 1961 11 Einwohner und 2 Wohngebäude.
Am 1. Januar 1972 wurde die Gemeinde Gailertsreuth und damit auch Meierhof in den Markt Floß eingegliedert.

## Hausnamen in Meierhof
- Kaes (Käs): Meierhof 1, Name eines früheren Besitzers.[19]
- Bieber: Meierhof 2, bis ins späte 19. Jahrhundert der Name der noch heute dort ansässigen Familie Meierhöfer[20]